# سيلفانا لوبيز موريرا
سيلفانا لوبيز موريرا بو (بالإسبانية: Silvana López Moreira)‏ (ولدت في 31 يناير 1974) هي سيدة باراغواي الأولى الحالية منذ 15 أغسطس 2018، بسبب زواجها من الرئيس ماريو عبدو بينيتيز. مع لوبيز موريرا، أعيد فتح مكتب السيدة الأولى في باراغواي بعد فترة شاغرة، منذ أن أمر الرئيس السابق، هوراسيو كارتيس، بإغلاقه بسبب الطلاق.

## نشأتها
تنحدر سيلفانا لوبيز موريرا من عائلة ثرية، ابنة نيستور لوبيز موريرا وروزانا بو. جد لوبيز موريرا لأمه هو رجل الأعمال نيكولاس بو، الذي جمع ثروته خلال نظام الديكتاتور الباراجوياني الراحل ألفريدو ستروسنر، وشركات إعلامية مملوكة ومختلف الشركات الأخرى. تزوجت أول ابنة عم لوبيز موريرا، عارضة الأزياء غابرييلا بو، لفترة وجيزة من المغني المكسيكي كريستيان كاسترو.
كان زواج لوبيز موريرا الأول من مربي الماشية الثري خوسيه فيليكس أوغارتي (حوالي التسعينيات)، وأنجبت منه ثلاثة أطفال وولدين وابنة. تزوجت لاحقًا من السياسي ومن ثم رئيس باراغواي ماريو عبدو بينيتيز، الذي كان حبيبها المراهق عندما التحق الاثنان بمدرسة سان أندريس الثانوية في أسونسيون، وأنجبت منه ابنًا.

## سيدة باراغواي الأولى
اشتهرت لوبيز موريرا بإحساسها بالأزياء خلال حفل تنصيب زوجها، حيث كانت ترتدي فستانًا مصنوعًا من ñandutí (نسيج نموذجي يدويًا في باراغواي)، طرزه النساجون من Itauguá ، وهي مدينة معروفة بإنتاجها للنسيج المذكور. المجلة الاسبانية ¡Hola! ذكرت أنه في صحف باراغواي، قارنها آي بي سي كالر بسيدات الولايات المتحدة جاكلين كينيدي أوناسيس وميشيل أوباما، ولخصت ألتيما هورا مظهرها بأنه «لا تشوبه شائبة»، بينما ¡Hola! نفسها قارنت مظهر لوبيز موريرا مع جوليانا أوادا، زوجة الرئيس الأرجنتيني ماوريسيو ماكري. كما قارنتها وسائل إعلام أخرى بملكة إسبانيا ليتيزيا.
في فبراير 2019، أُبلغ أن لوبيز موريرا أصيبت بحمى الضنك خلال وباء حمى الضنك 2019-2020، بعد إصابة زوجها الرئيس أدبو بينيتيز في الشهر السابق.
في يوليو 2020، أُعلن أن لوبيز موريرا سيظهر لأول مرة كمقدم تلفزيوني في برنامج تلفزيوني يهدف إلى دعم رواد الأعمال خلال جائحة كوفيد-19 في باراغواي، المسمى Aikuaa («لمعرفة» بلغة الغواراني)، ليتم بثه على قناة البث العامة التي تديرها الدولة باراجواي تي في، وكذلك على وسائل التواصل الاجتماعي.